# Луба Нтамбо, Александр
Александр Луба Нтамбо (фр. Alexandre Luba Ntambo; 14 декабря 1947, Маноно, Бельгийское Конго) – конголезский политический и государственный деятель, министр обороны ДРК (2012–2014), заместитель премьер-министра (с 2012).

## Биография
Окончил Университет Киншасы. Получил специальность химика и фармацевта. С 1981 года работал  в компании Gecamines.
Был руководителем штаба специального советника главы государства по вопросам безопасности (2001–2002), заместителем Премьер-министра при президенте Жозефе Кабиле. С 28 апреля 2012 по 9 декабря 2014 года занимал пост министра обороны и по делам ветеранов.
Женат, отец пятерых детей.